# بلک وود، استرالیای جنوبی
بلک وود (به انگلیسی: Blackwood) یک حومه شهر در استرالیا است که در استرالیای جنوبی واقع شده‌است.